# رومان بيرني
رومان بيرني (من مواليد 27 يونيو 1993) هو لاعبة كرة سلة فرنسية لعبت لصالح فريق لاتيه-مونبلييه والمنتخب الفرنسي. شاركت في كأس العالم لكرة السلة للسيدات 2018. كجزء من الفريق الفرنسي، فازت بالميدالية الفضية في حدث كرة السلة للسيدات في دورة الألعاب الأولمبية الصيفية 2024 في باريس.